# 17 frimaire
17 brumaire 17 nivôse
Le septidi 17 frimaire, officiellement dénommé jour du cyprès, est le 77e jour de l'année du calendrier républicain.
C'était généralement le 7e jour du mois de décembre dans le calendrier grégorien.

## Événement
Traité de Presbourg